# Paramogoplistes novaki
Paramogoplistes novaki is een rechtvleugelig insect uit de familie Mogoplistidae. De wetenschappelijke naam van deze soort is voor het eerst geldig gepubliceerd in 1888 door Krauss.